# Forbach (Murgzufluss)
Der Forbach ist ein 17,5 km langer rechter Zufluss der Murg im Nordschwarzwald. Er verläuft im baden-württembergischen Landkreis Freudenstadt und mündet in Baiersbronn.

## Name
Erstmals urkundlich erwähnt wurde das Gewässer 1267 als Vorchbach. Der Name leitet sich vom mittelhochdeutschen Vorhe ab, also Föhre, Kiefer. Während der Forbach im ehemals württembergischen Teil des Murg-Einzugsgebiets verläuft, liegt die gleichnamige Gemeinde Forbach flussabwärts an der Murg im ehemals badischen Teil des Tals, heute Landkreis Rastatt, und mit ihrem Zentrum 19 Kilometer nördlich der Forbachmündung.

## Geographie

### Verlauf
Der Forbach entspringt auf der Buntsandstein-Hochfläche des Nordschwarzwalds bei Kniebis auf etwa 915 m und fließt, dem Fallen der Buntsandsteinschichten folgend, zunächst in ostsüdöstlicher, danubischer Richtung. Bei Freudenstadt erreicht er die Störungszone des Freudenstädter Grabens und folgt dieser bei Christophstal in nordwestlicher Richtung. Auf Baiersbronner Gemarkung schwenkt er bei Friedrichstal nach Norden. Er mündet im Hauptort von Baiersbronn unweit von deren südlichstem Laufpunkt in die Murg, die hier, wie der Forbach bei Freudenstadt, mit einem Anzapfungsknie nach Norden zum Rhein schwenkt. Die Gesamtlänge von der Forbachquelle bis zur Murgmündung übersteigt mit 82,25 km die Länge der Murg mit ihrem längeren Quellbach Rechtmurg.

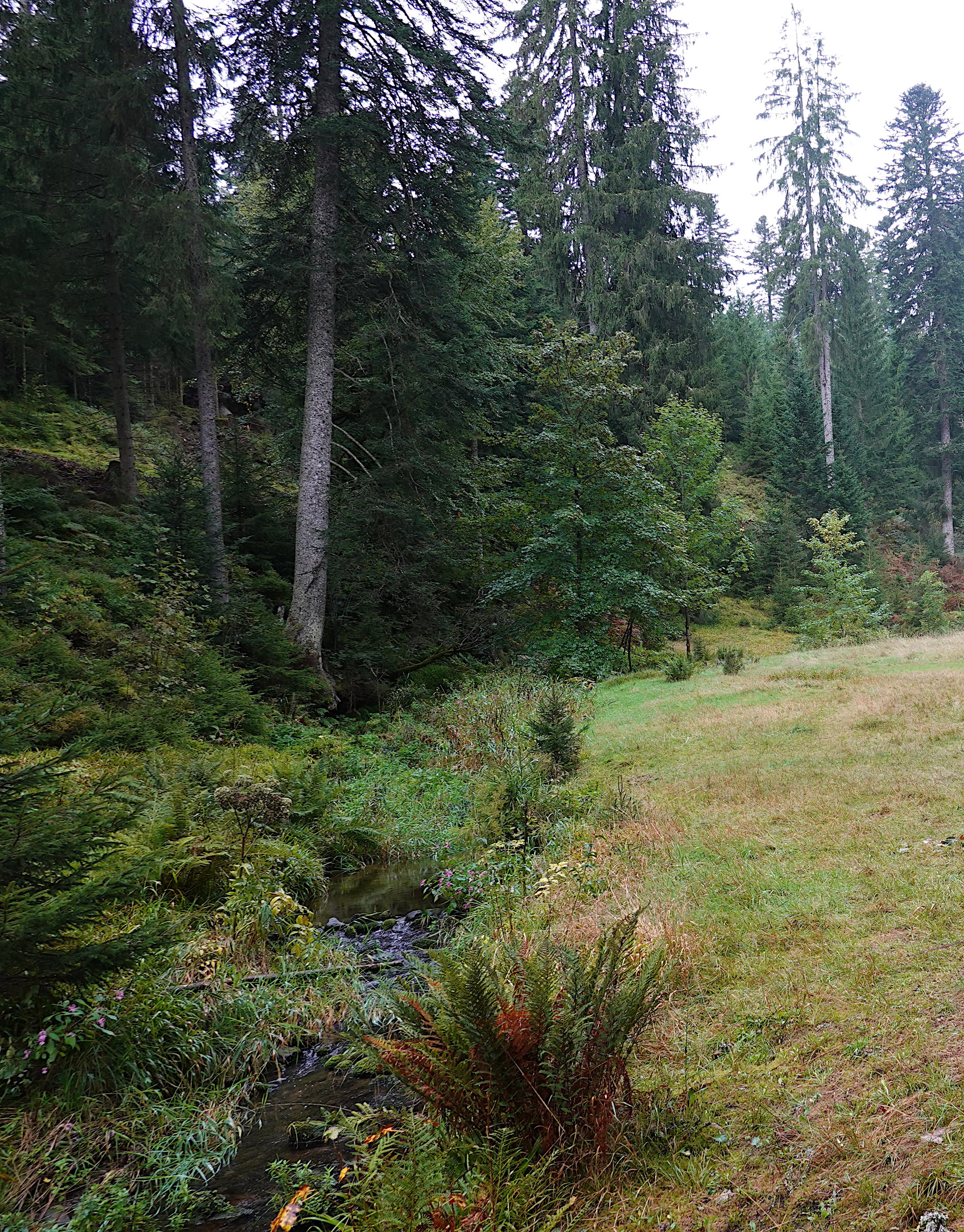
Der Forbach unterhalb von Kniebis
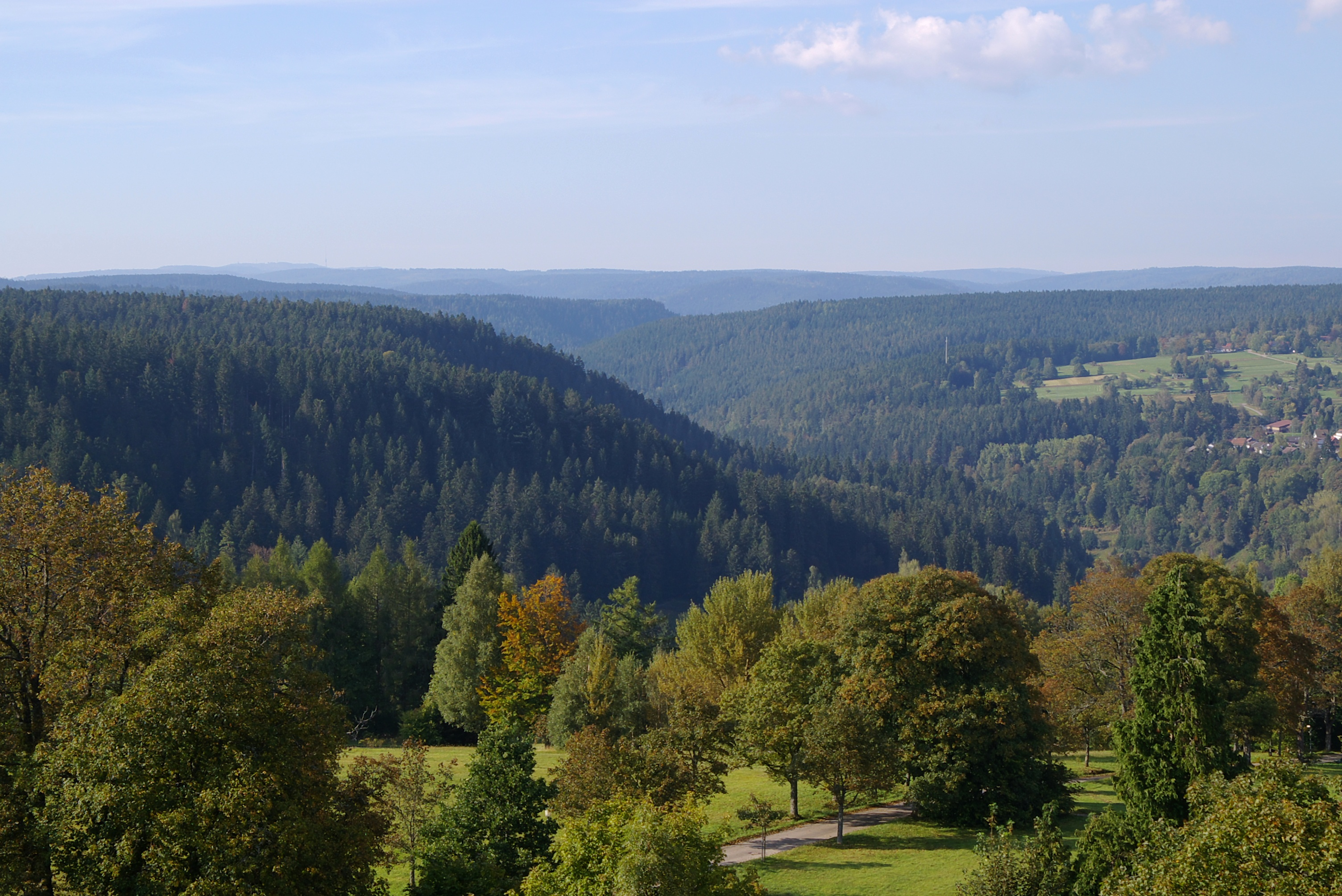
Der Taleinschnitt in die Buntsandsteinhochfläche bei Freudenstadt
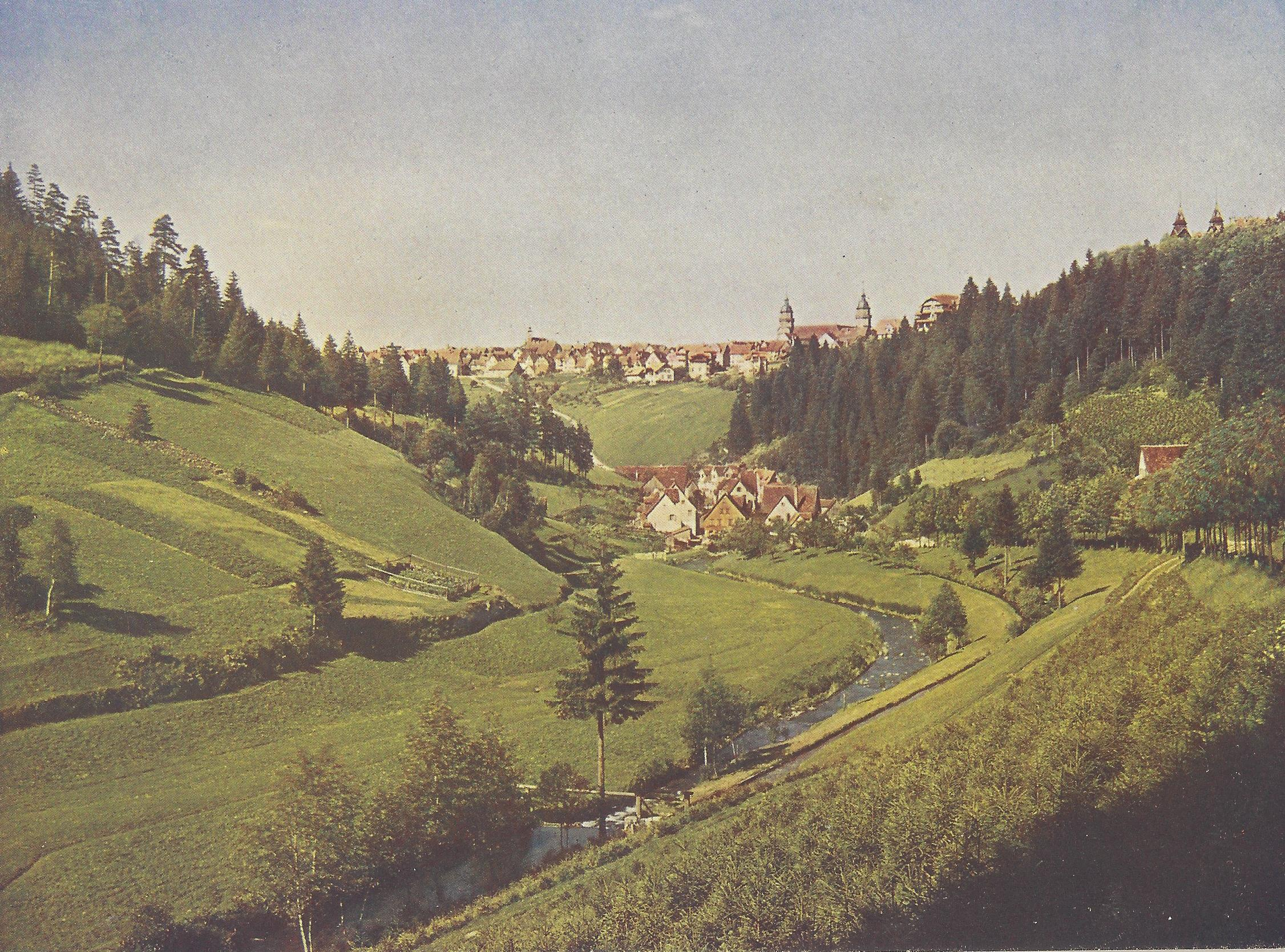
Das Forbachtal bei Freudenstadt (um 1910)
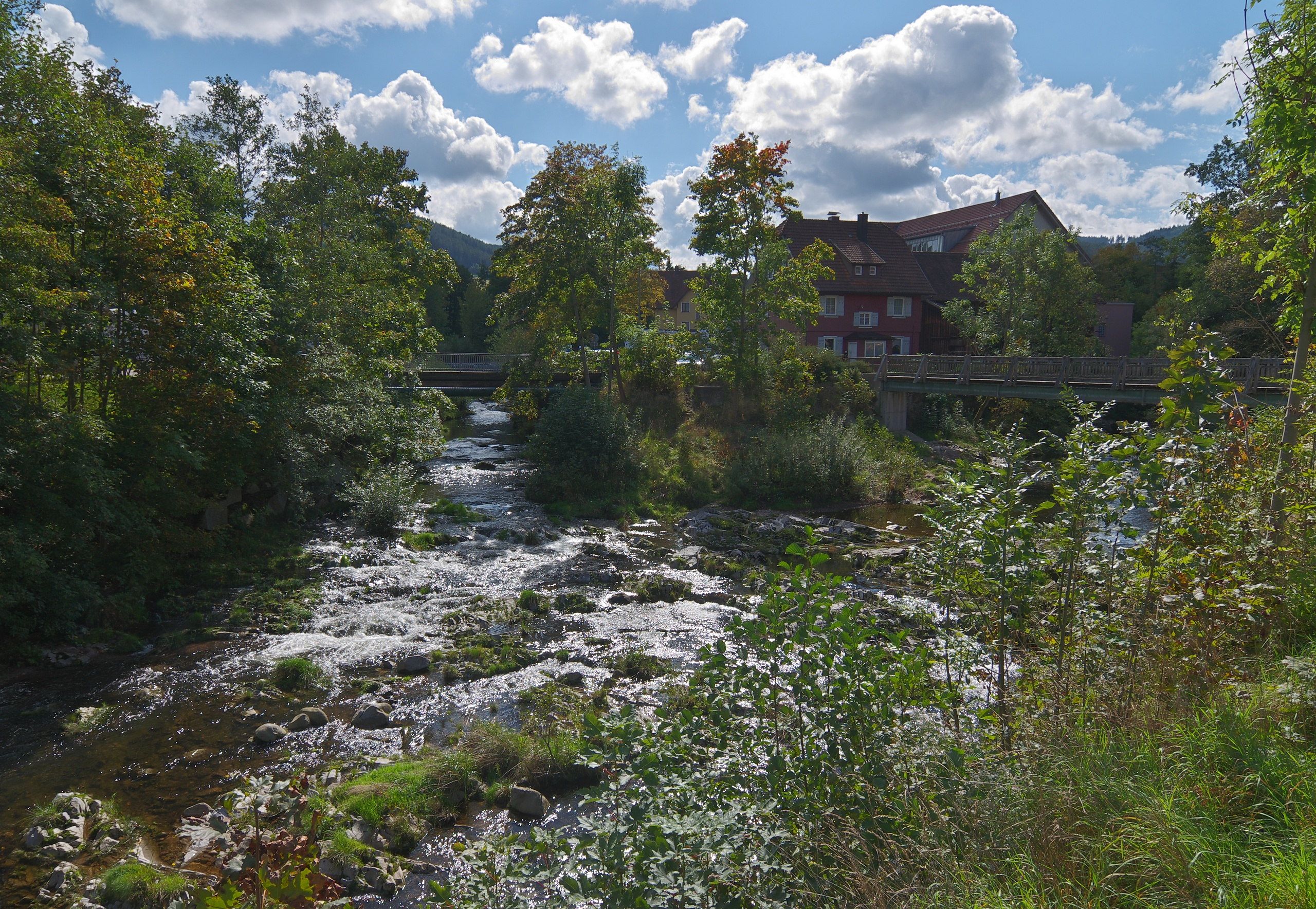
Die Mündung, von links hinten der Forbach, von rechts hinten die Murg

### Zuflüsse
Hierarchische Liste einer Auswahl der Zuflüsse und  Seen von der Quelle zur Mündung. Gewässerlänge, Seefläche, Einzugsgebiet und Höhe nach den entsprechenden Layern auf der Onlinekarte der LUBW. Andere Quellen für die Angaben sind vermerkt.
- (Alter Passgraben), von rechts und Westen in Kniebis, 0,7 km
- (Graben), von rechts und Westen in Kniebis, 0,7 km
- Hohlgraben, von links und Norden am Bad bei Kniebis, 0,6 km
- Hinterer Langenwaldgraben, von rechts und Südwesten, 0,2 km
- Rotwasser, von links und Nordwesten, 2,7 km und 2,2 km²
  - Essiggraben, von rechts und Westen, 0,9 km
- Werabächle, von rechts und Südwesten, 1,1 km
- Stelleteichbächle, von links und Nordwesten, 0,7 km
- → (Abgang des Mühlkanals zur Rudelschen Sägmühle), nach links
- Inselgraben, von rechts und Westnordwesten an der Rudelschen Sägmühle, 0,7 km
- ← (Rückfluss des Mühlkanals zur Rudelschen Sägmühle), von links an der Rudelschen Sägmühle, 0,8 km
- Mühlkanal Langenwald, von rechts vor der Adrionsmühle, 1,1 km. Geht zuvor nach recht ab nach der Schlehschen Mühle.
  -  Passiert rechts am Kanal den Langenwaldsee, 0,4 ha.
- →← (Abgang und Rücklauf des Mühlkanals nahe dem Bärenschlössle), nach und von links, unter 0,2 km
  -  Passiert links am Kanal einen Teich, 0,1 ha.
- →← (Abgang und Rücklauf eines Mühlkanals), nach und von links, unter 0,2 km
- →← (Abgang und Rücklauf eines Mühlkanals), nach rechts und von rechts vor Christophstal, unter 0,2 km
- → (Abgang des Mühlkanals Walke), nach links vor Walke
- Viehgraben, von rechts und Nordosten gegenüber Walke, 0,5 km
- ← (Rückfluss des Mühlkanals Walke), von rechts nach Walke, 0,3 km
- (Bach aus dem Tal Hüttenteich), von rechts und Nordosten
- Finkenwieslegraben, von links und Südwesten, 0,7 km
- Passiert den Oberen See links am Lauf, 0,6 ha.
- Passiert den Unteren See links am Lauf, 1,1 ha.
- Reidegrundbächle, von links und Südwesten an der Grube Untere Sophia, 0,9 km
- Reichenbächle, von links und Westsüdwesten beim Hüttenwerk, 2,3 km und 1,9 km²
- Surrbach, von rechts und Südosten bei Surrbach, 1,3 km
- → (Abgang eines Mühlkanals), nach links bei Stöck
- Sankenbach, von links und Südwesten in Unterdorf, 5,0 km und 7,0 km²[LUBW 5]
- ← (Rückfluss des Mühlkanals), von rechts nach Unterdorf, 0,3 km
- Brunnenteichbach, von rechts und Ostsüdosten nach Oberdorf, 1,4 km und 0,7 km²

## Nutzung

### Verkehrswege
Von Baiersbronn nach Freudenstadt verlaufen an der östlichen Talflanke die Bundesstraße 462 und die Murgtalbahn, deren Steilstrecke in diesem Abschnitt anfangs als Zahnradbahn betrieben wurde. Zwischen Freudenstadt und Kniebis verläuft durch das Forbachtal die Bundesstraße 28 zwischen Ulm und der französischen Grenze. Sie durchquert hier den Schwarzwald in Ost-West-Richtung und verbindet Freudenstadt mit Straßburg und der bei Alexanderschanze abzweigenden Bundesstraße 500, der Schwarzwaldhochstraße.

### Bergbau und Industrie

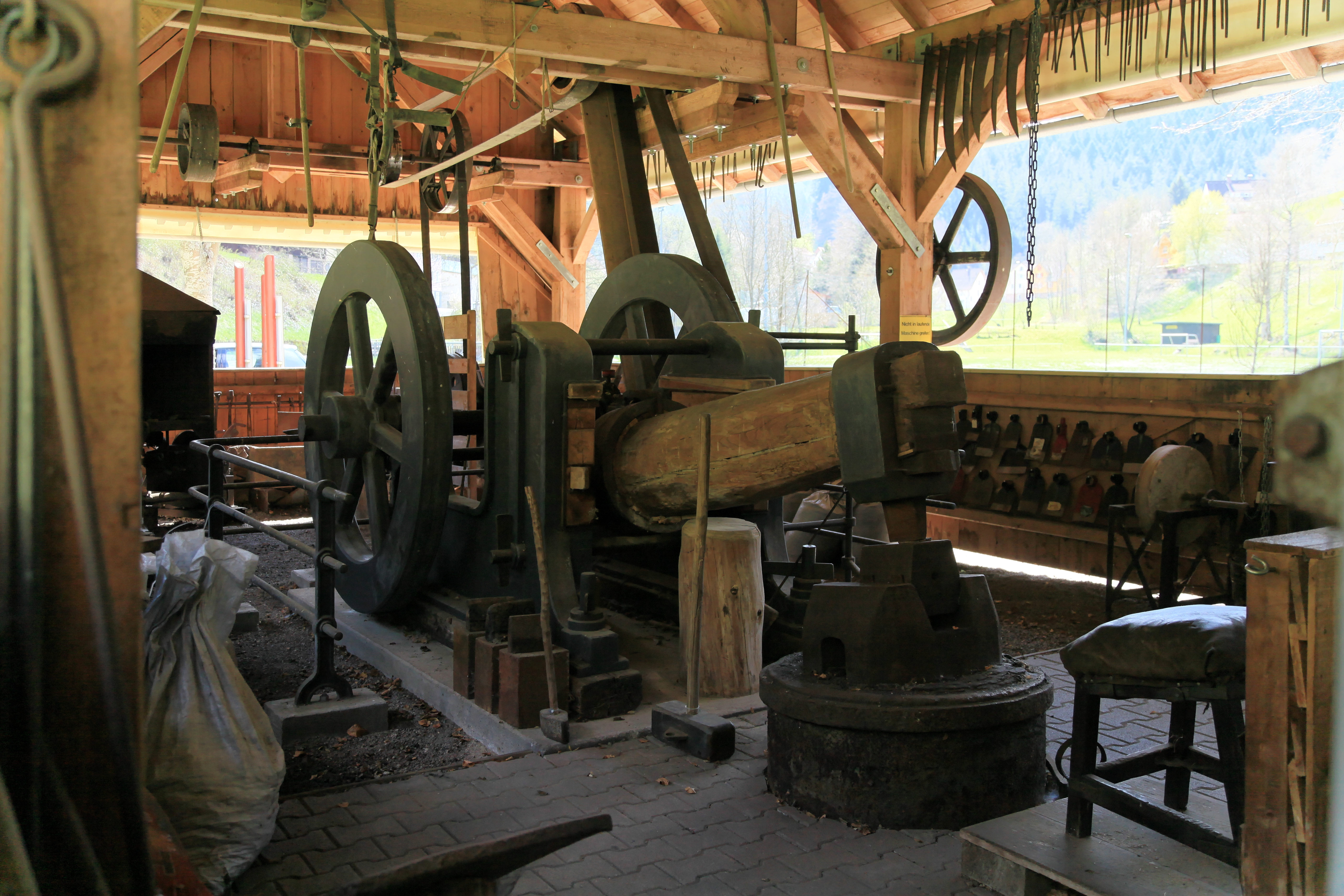
Historischer Breithammer im Schmiedemuseum Königshammer in Friedrichstal

Bergbau und Industrie im Forbachtal waren wichtige Standortfaktoren für die Gründung von Freudenstadt durch Herzog Friedrich I. von Württemberg im Jahr 1599. Bei Christophstal  wurden seit dem 16. Jahrhundert systematisch Bergbau und Metallverhüttung betrieben, wobei der Forbach die Wasserkraft für die Hammerwerke lieferte. Im 18. und 19. Jahrhundert expandierten die Werke talabwärts auf Baiersbronner Gemarkung. Hier in Friedrichstal führte der Forbach mehr Wasser und das Tal bot mehr Platz. Sicheln und Sensen waren bekannte Produkte der Hüttenwerke. In Christophstal übernahmen mehrere Unternehmen der Textilindustrie bis in die Mitte des 20. Jahrhunderts die Nutzung der Wasserkraft.

### Gartenschau 2025
Im Forbachtal zwischen Freudenstadt und Baiersbronn findet unter dem Motto „Tal X“ die Gartenschau 2025 als kleine Landesgartenschau statt. Sie wird von den beiden Gemeinden und der Förderungsgesellschaft für die Baden-Württembergischen Landesgartenschauen ausgerichtet.

### LUBW
Amtliche Online-Gewässerkarte mit passendem Ausschnitt und den hier benutzten Layern: Lauf und Einzugsgebiet des Forbachs

Allgemeiner Einstieg ohne Voreinstellungen und Layer: Daten- und Kartendienst der Landesanstalt für Umwelt Baden-Württemberg (LUBW) (Hinweise)
1. 1 2 3 4  Höhe nach dem Höhenlinienbild auf dem Hintergrundlayer Topographische Karte.
2. 1 2  Länge nach dem Layer Gewässernetz (AWGN).
3. ↑  Seefläche nach dem Layer Stehende Gewässer.
4. ↑  Einzugsgebiet nach dem Layer Basiseinzugsgebiet (AWGN).
5. ↑  Einzugsgebiet aufsummiert aus den Teileinzugsgebieten nach dem Layer Basiseinzugsgebiet (AWGN).

### Andere Belege
auch: Mapserver des Landesamtes für Geologie, Rohstoffe und Bergbau (LGRB) (Hinweise)
1. ↑  Abfluss-BW, Angabe zum Mündungs-Gewässerknoten MHQ
2. ↑  Modellierte Werte nach Abfluss-BW, Gewässerknoten MQ/MNQ und MHQ
3. ↑  Albrecht Greule: Deutsches Gewässernamenbuch. Walter de Gruyter, Berlin / Boston 2014, ISBN 978-3-11-057891-1, S. 153, „Forbach“ (Auszug in der Google-Buchsuche).
4. ↑  Rudolf Metz: Mineralogisch-landeskundliche Wanderungen im Nordschwarzwald, besonders in dessen alten Bergbaurevieren. 2., vollständig überarbeitete Auflage, Schauenburg, Lahr 1977, ISBN 3-7946-0128-9, S. 334.
5. ↑  Wilfried Schweinfurth: Geographie anthropogener Einflüsse – Das Murgsystem im Nordschwarzwald. (= Mannheimer geographische Arbeiten. Band 26). Geographisches Institut der Universität Mannheim 1990, ISBN 978-3-923750-25-2, S. 55 ff.
6. ↑  Friedrichstal. Gemeinde Baiersbronn, abgerufen am 10. April 2024.
7. ↑  Christophstal Freudenstadt: Textilverarbeitung. Abgerufen am 10. April 2024.
8. ↑  Tal X. Gartenschau Freudenstadt und Baiersbronn 2025 gGmbH, abgerufen am 10. April 2024.
9. ↑  Gartenschau Freudenstadt und Baiersbronn 2025. In: bwgrün.de. Abgerufen am 10. April 2024.